# Stonehammer (Band)
Stonehammer (englisch für ‚Steinhammer‘) ist eine kanadische rechtsradikale Musikgruppe aus Toronto, die 1992 unter dem Namen Aryan gegründet wurde. Solo tritt der Sänger auch unter seinem Pseudonym Griffin auf.

## Geschichte
David Allen Surette (Pseudonym: "Griffin") (* 17. Mai 1961 in Toronto, Ontario, Kanada) ist ein Gründungsmitglied und Bassist der unpolitischen Oi-Band Vacant Lot. Die Konzerte von Vacant Lot zogen mit der Oi-lastigen Musik vorzugsweise Skinheads an, unter denen sich auch Rassisten befanden, die aus ihrer Gesinnung bei den Konzerten keinen Hehl machten. Die Bandmitglieder baten ihren Bassisten, der bereits aktiv in der Neonazi-Szene von Toronto war, nicht positiv auf die im Publikum hin und wieder demonstrierten Hitlergrüße und Sieg-Heil-Schreie zu reagieren. Sie kritisierten auch die Wahl seiner bei Konzerten getragenen, Fan-T-Shirts von rechtsextremen Bands wie Skrewdriver und Rahowa. Nach den anhaltenden Konflikten verließ Surette die Band im Streit und überzeugte den Schlagzeuger Wayne davon, ebenfalls die Band zu verlassen.
Surette gründete 1992 seine eigene Band. Der Bandname Aryan (engl. Arier/arisch) sollte alle Zweifel im Vorfeld aus dem Weg räumen, damit seine Konzerte nicht von Leuten besucht werden würden, die keine rassistische Band erwarten. Musikalische Unterstützung bekam er von der Band Rahowa.
Das erste Album erschien 1993 bei Resistance Records, dem Label des Rahowa-Frontmannes George Burdi. Als Albumtitel wurde New Storm Rising gewählt. Das Album enthielt religiöse Lieder, wie God, Race & Nation, Cross & Sword und Fiery Cross mit Texten, die im Rahmen der rassistisch-christlichen Doktrin geschrieben wurden. Diese Lieder spiegelten einen religiösen Rassismus wider, so wie er vom Ku-Klux-Klan und Aryan Nations gepredigt wird. Weitere Themen des Albums waren die kanadische Heimat, aber auch Spottlieder über Afro-Amerikaner, die auf Grund ihrer Hautfarbe als Vergewaltiger und Drogendealer stigmatisiert werden, was in Deutschland die Indizierung des Albums zur Folge hatte.
Nach dem Album spielte Aryan auf vielen RAC-Konzerten in den USA und Kanada. Oftmals reisten die Bandmitglieder zusammen mit den Mitgliedern der Band People Haters. Im Sommer 1996 folgte Surette der Einladung vom Musiknetzwerk Blood & Honour Deutschland nach Berlin und lebte für mehrere Wochen in Deutschland und trat in der Formation mit Gastmusikern anderer Rechtsrock-Bands an den Wochenenden, unter dem Bandnamen Aryan, auf. Während dieser Zeit knüpfte er Kontakte zu anderen Rechtsrock-Bands und Produzenten, die dem internationalen Blood & Honour Netzwerk angehörten, z. B. zu Ken McLellan, Steve Calladine, Kraftschlag, Landser und anderen. Der neonazistische Rockerclub Vandalen ernannte Surette zum Ehrenmitglied.
1997 folgte die zweite CD unter dem Titel Where the Iron Eagle Fly. Bei diesem Album wirkte der Pianist und Gitarrist Jon Latvis von Rahowa mit. Verlegt wurde das Album ebenfalls von Resistance Records, das inzwischen von der National Alliance unter dem Geschäftsvorsitz von Erich Gliebe geleitet wurde. Während Burdi den Bands Freiheiten ließ und das Label als alternatives Label für Neonazibands betrieb, verwaltete Gliebe das Label wirtschaftlich und setzte es als eine Propagandawaffe ein. Das Album wurde vom Label so konzipiert, dass es keine strafrechtlich relevanten Diskriminierungen in den Texten enthielt, um das Album in mehr Ländern erwerblich zu machen. Das Album handelte in seinen Texten von der Heimat, Freiheitsträumen, der Verfolgung der Rechten und anderen Themen. Das enthaltene Lied Hail You ist dem Berliner Neonazi Michael Regener, dem damaligen Sänger von Landser, gewidmet.
1998 beteiligte sich Surette an einem von BfG Records produziertem Musikprojekt unter dem Namen „Guess Who is Coming to Dinner“, zusammen mit den Musikern von Bound for Glory, People Haters und Landser.
1999 erfolgte die Umbenennung der Band. Der neue Name lautete Stonehammer. Die Gründe lagen darin, dass eine Zäsur in der Bandgeschichte stattgefunden hatte. Rougue und Jon Latvis hatten die Band verlassen, die neuen Musiker Bob und Gregg veränderten den bandtypischen Musikstil. Außerdem war der einst christlich gesinnte Surette inzwischen ein Anhänger vom Odinismus, was sich in den neueren Texten der Band bemerkbar machte. Das neue Album erschien 1999 bei Panzerfaust Records und enthielt den Bandnamen als Albumtitel. Das Lied V.F.F.V. ist eine Widmung an seinen Rockerclub Vandalen aus Berlin.
2013 schloss sich Surette mit der Band Warlord zu einer Projektband „Skrew You“ zusammen, um zum Anlass des 20. Jubiläums von Hail Victory, der letzten Studioaufnahme von Skrewdriver, bei dem auch der Warlord-Sänger Steve Calladine als Gitarrist mitwirkte, neu einzuspielen. Der Großteil der Lieder erschien als ein Teil eines 2014 erschienenen Skrewdriver-Memorial-Kompilationsalbums.
2013 kehrte er zurück mit einem Split-Album mit der kanadischen Band Vinland Warriors, im selben Jahr folgte eine eigene Balladen-CD.
Als Solokünstler tritt er auf rechtsextremen Konzerten auf, welche in Deutschland und im europäischen Ausland stattfinden.
2021 erschien bei Front Records, anlässlich seines 60. Geburtstages, ein neues Studio-Album von Stonehammer, unter dem Titel Valhalla we are bound.

## Stil

### Texte
Die Liedtexte behandeln diffamierende Songtexte über Afro-Amerikaner, über Bewegungen und Gruppierungen, welche sich gegen Rassismus einsetzen. Konzipiert werden auch Schmählieder über Homosexuelle und über Aussteiger. Der, im Hinblick der kanadischen Neonazis betrachtete, vermeintliche Mangel an Gerechtigkeit der kanadischen Polizei und der kanadischen Justiz wird ebenfalls in einigen Liedern behandelt. Viele Lieder greifen auch den Widerstand gegen das angeblich kurz bevorstehende Aussterben der „europiden Rasse“ auf. Auch die angebliche korrupte und vermeintlich von Zionisten unterwanderte Regierung wird thematisiert. Ein weiteres großes Thema der Liedtexte der Band ist das Heidentum, z. B. in dem Text zum Lied Cry of the Raven beschreibt die Band poetisch, wie ein auf dem Schlachtfeld gefallener Krieger von den Walküren nach Asgard gebracht wird. Manche Lieder handeln vom internationalen Zusammenhalt zwischen Nationalisten auf der Welt. Ein Loblied beinhaltet die Huldigung an den einstigen Stellvertreter des Führers und verurteilten Hauptkriegsverbrecher Rudolf Heß. Auch die Beziehung zu Surettes (damaliger) Ehefrau wird thematisiert, in den Liedern wie z. B. My Love.

### Musik
Musikalisch begleitet werden die rockigen Lieder von einer Rhythmusgitarre, Leadgitarre, E-Bass und Schlagzeug. Die Musik wechselt sich mit Hard Rock und Oi!. Auf den Alben von Stonehammer befinden sich auch Lieder, welche sich der Richtung von Speed Metal anpassten, z. B. Hail Budapest oder Crazy. Gesanglich wechselt der Sänger die Oktaven in den verschiedenen Liedern. Auf den Bandalben weniger, aber hauptsächlich auf den Soloalben siedeln sich die ruhigen Lieder im Balladenstil oder dem Folk-Genre an. Der ruhige Gesang in den balladesken Liedern wird meistens nur von einer Akustikgitarre, dem Klavier und einem Schlagzeug begleitet. Auf neueren Alben kommt auch ein Dudelsack zum Einsatz.

## Privates
Surette war verheiratet mit Becky, mit der er zusammen drei Kinder hat, die ihn wiederum inzwischen zum sechsfachen Großvater machten (Stand 2021). Sein Großvater wurde in Österreich-Ungarn geboren, ehe dieser, nach dem Ersten Weltkrieg, nach Kanada auswanderte, während seine Mutter britische Vorfahren hat.
Er tätowiert seit 1979 und betrieb ein Tattoo-Studio in Toronto unter dem Namen White Wolf Studios. Er selbst ist stark tätowiert. Auf seinem stets kahlrasierten Kopf befinden sich einige Tätowierungen. Über seiner Stirn prangte ein gehörnter Schädel, über dem rechten Ohr befand sich das Bild eines Totenkopfs und am Hinterkopf befand sich das Bild eines Klansmanns im Kapuzengewand. Die Tätowierungen wurden inzwischen mit diversen Tribals übertätowiert. Auf seinem Rücken erstreckt sich das Bild von Michael Regener. Ein weiteres Markenzeichen war sein langer Knebelbart, inzwischen trägt er einen ungetrimmten Vollbart. Manchmal trägt er auch eine Lederweste mit den Insignien seines Rockerclubs (Vandalen). Seit den letzten Jahren tritt bei Konzerten in einem Kilt, Gürtel mit einem Sporran, der mit einer Grafik von Mjölnir versehen wurde, langen Kiltsocken mit Bändern und Brogueschuhen auf.
Seit 2012 verlagerte er seinen Wohnsitz nach Deutschland und lebt seitdem in der Nähe von Berlin, wo er Kunst- und Dekorationsgegenstände produziert und online verkauft.

## Diskografie

### Vacant Lot
- 1992: Stay Mental (CD/LP, Rock-O-Rama)

### Aryan
- 1993: New Storm Rising (CD, Resistance Records)
- 1997: Where The Iron Eagle Fly (CD, Resistance Records)

### Stonehammer
- 1998: Stonehammer (CD, Panzerfaust Records)
- 2001: Northmen (CD, Panzerfaust Records)
- 2002: Split-CD mit No Quarter (CD, Ohrwurm Records)
- 2009: Stand Together, Live in Finland (Bootleg-CD, Micetrap Records)

(Aufnahme von einem Konzert in Helsinki, welches 2001 vom Konzert-Veranstalter aufgenommen wurde und mit Surettes Autorisierung an Micetrap Records verkauft wurde.)
- 2021: Valhalla We Are Bound (CD, Front Records)

### Griffin
- 1998: From the Heart (CD, Panzerfaust Records)
- 2002: Thunderclaps (CD, Panzerfaust Records)
- 2013: Split-CD mit Vinland Warriors (CD, Rampage Production)
- 2013: Whiteheart (CD, PC-Records)
- 2018: Whiteheart - Live in Croatia (CD, BH Records)

### Bandprojekte
- 1998: Guess Who’s Coming... to Dinner (CD, Reich-O-Rama (BfG Productions))
- 2001: Guess Who’s Coming for Seconds (CD, GBNAR Records (Panzerfaust Records))
- 2012: Tatooed Bagpipers (Griffin/Stigger/Jan-Peter/Soykra Peruna/Antisystem) (CD, OPOS Records)
- 2014: ISD Memorial 2013 als Skrew You (Griffin/Warlord) (CD, PC-Records)
- 10. Mai 2015: 50 Jahre Lunikoff (Zusammenarbeit zwischen den Mitgliedern der Bands: Act of Violence, Griffin, Division Germania, Frontalkraft, Tätervolk, Uwocaust, Stahlgewitter, Exzess und Paranoid) Gratislied (ein ca. zehnminütiges Medley von Landsercovern), welches ausdrücklich nicht zum Download oder zum Verkauf auf einem Medium vorgesehen worden ist, exklusiv veröffentlicht auf dem Videoportal YouTube (PC-Records)
- 2015: Club 88 18 Jahre Kult (Gemeinschaftslied Eighty Eight Rock ’n’ Roll Club (Landser-Cover) mit Uwocaust, Griffin, Preußenstolz und Michael Regener) (CD, Exzess – Records Germany)
- 2019: Odin’s Demolition Crew als Sons of Odin (Griffin/Hundriver) (CD, Nordic Sun Records Budapest)
- 2019: Weisser Outlaw (Old Lu & die Mississippi Lynchkapelle) (CD, PC Records)

(Michael Regener und Surette singen zusammen das Coverlied eines paramilitärischen Rekrutierungslied vom Ku Klux Klan, welches ursprünglich aus den 1930er Jahren von unbekannten Verfassern stammt: Stand up and be Counted)
- 2024: Blood of Vikings als Sons of Odin (Griffin/Hundriver) (CD, Nordic Sun Records Budapest)
- 2025: Alles Gute zum 60. Wiegenfest! Luni (als "General Catfish and The Alabama Dream Catchers") (Digitaler Sampler, PC Records)

### Beisteuerung zu Kompilationen
Aryan
- 1997: A Tribute to Ian Stuart and The Glory of Skrewdriver (CD, Gemeinschaftsveröffentlichung von Resistance Records, Nordland Records und Phoenix Records)
- 1998: Resistance Greatest Hits (CD, Resistance Records)
- 1998: Fallen but not Forgoten (sic!) (CD, Panzerfaust Records)

Stonehammer
- 1998: Thunderrock Vol. 2 – The Nations Will Rise Again (CD, DiKo Musikverlag)
- 1998: White Pride World Wide Vol 4 (CD, Gemeinschaftsveröffentlichung von Nordland Records und Midgård Records)

Griffin
- 1998: Soutien des Prisonniers (CD, Sang En Honneur)
- 2001: Das Beste von Panzerfaust – Der erste Einschlag (CD, Gemeinschaftsveröffentlichung von Resistance Records und Pühses Liste)